# Ильинский (Татарстан)
Ильинский — поселок в Пестречинском районе Татарстана. Входит в состав Богородского сельского поселения.

## География
Находится в северо-западной части Татарстана на расстоянии приблизительно 11 км на запад-юго-запад по прямой от районного центра села Пестрецы вблизи автомобильной дороги Казань — Уфа.

## История
Основан в 1930-х годах.

## Население
Постоянных жителей было: в 1949—215, в 1958—214, в 1970 — 97, в 1979 — 54, в 1989 — 39, в 2002—26 (русские 77 %), 22 в 2010.